# Éric Sitruk
Pour les articles homonymes, voir Sitruk.
Éric Sitruk, né le 14 janvier 1978 à Bondy (Seine-Saint-Denis), est un footballeur français, professionnel dans les années 2000. Il joue au poste de milieu de terrain, et mesure 1,62 m.

## Biographie

### Formation et débuts

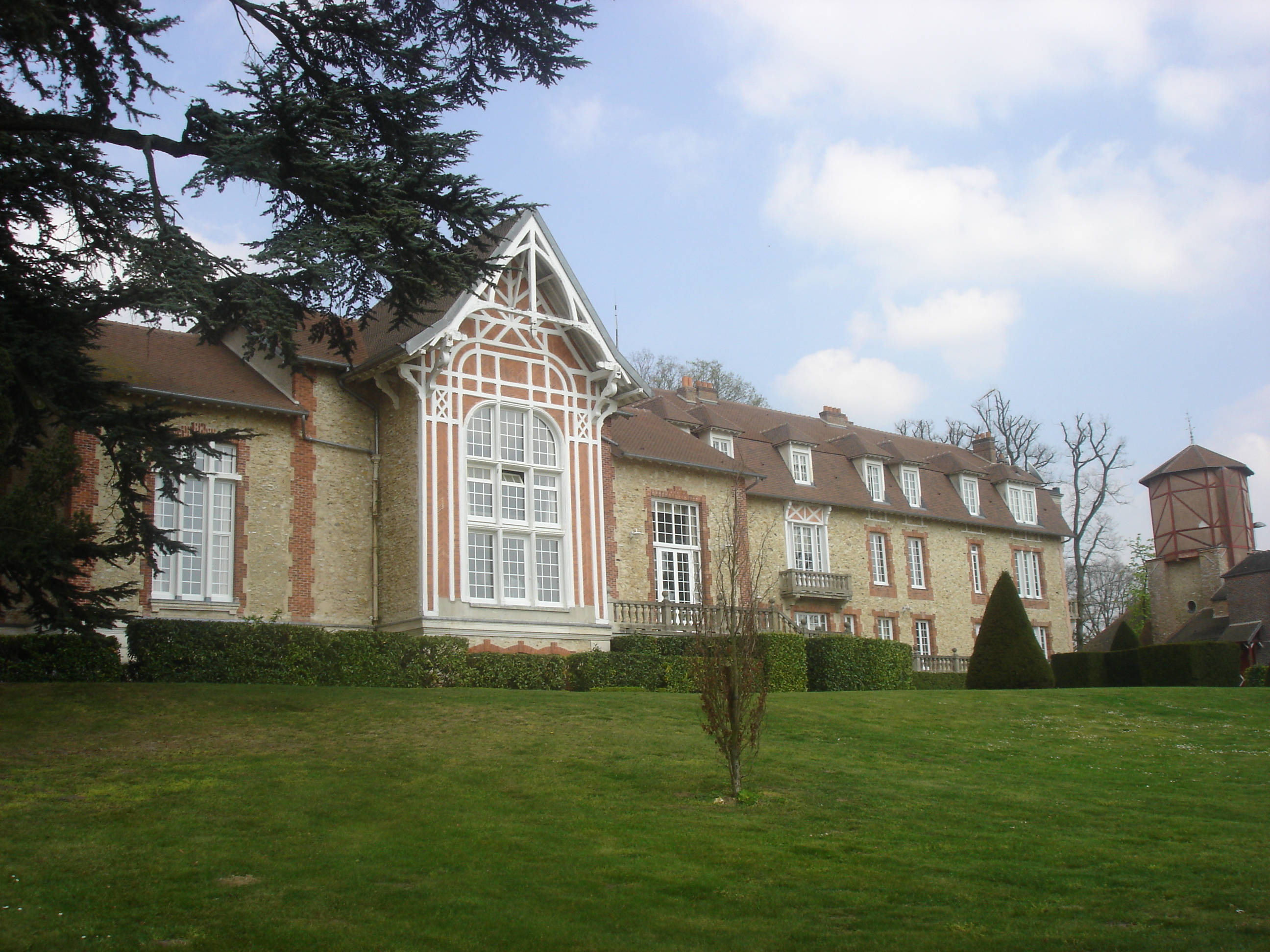
Éric Sitruk effectue sa préformation à l'INF Clairefontaine.

En 1991, Éric Sitruk intègre l'INF Clairefontaine, pour trois ans de préformation. Ses camarades de promotion sont Thierry Henry, William Gallas et Jérôme Rothen, qui deviendra l'un de ses meilleurs amis. En parallèle il est licencié au FC Versailles pendant les deux premières saisons. En février 1993, Henri Émile le sélectionne avec l'équipe de France Juniors B2 pour un stage de détection à Clairefontaine. Pour la saison 1993-1994, il participe au championnat de France des moins de 17 ans avec l'INF. Il s'agit d'une première : aucune équipe de l'INF n'avait disputé un championnat jeunes jusqu'alors. En troisième année son formateur est Francisco Filho, l'entraîneur qui l'a le plus marqué.
Comme cinq de ses coéquipiers à Clairefontaine, il intègre le centre de formation du SM Caen en 1994. « On n’avait pas d’argument financier à proposer aux jeunes qui sortaient de Clairefontaine. On a recruté les six joueurs dont personne d’autre ne voulait, dont Rothen et Sitruk », raconte Pascal Théault, alors directeur du centre. Dans son livre paru en 2008, Jérôme Rothen rapporte une anecdote dont la presse se fit l'écho : au centre de formation de Caen, William Gallas avait volé la carte bleue d'Éric Sitruk pour retirer 1 500 francs, avant de se dénoncer. Plusieurs fois Rothen s'excusera d'avoir révélé cette anecdote. Sitruk joue en DH avec l'équipe C, puis en National 2 avec l'équipe réserve, aux côtés de Grégory Tafforeau, Frédéric Née et Jérôme Rothen. Il est remarqué par sa vivacité et ses changements d'orientation et de rythme, mais ne se voit pas appelé en équipe première. Il quitte le club en 1997, à la relégation du SM Caen en Division 2.

### Carrière professionnelle
Il rebondit au Stade lavallois, où il fait ses débuts en D2, à 19 ans. En mars 1999 il fait partie de l'équipe qui élimine le RC Lens, futur champion de France, en huitièmes de finale de la Coupe de France, aux penalties. Devant les 26 000 spectateurs du Stade Bollaert, Sitruk ne tremble pas : il marque son tir au but et lance sa carrière. Révélation de la fin de saison 1998-1999, il signe un premier contrat professionnel de deux ans en mai 1999.
En 2001 il participe au stage estival de l'UNFP destiné aux joueurs sans contrat, avant de signer au Paris FC en CFA.
En 2005 il termine deuxième du classement des étoiles de France Football, après une bonne saison avec l'Entente Sannois Saint-Gratien qui échoue de peu aux portes de la Ligue 2. Courtisé par plusieurs clubs de Ligue 2, il choisit l'EA Guingamp.
En juin 2007 il fait partie de la transaction pour le transfert de Cédric Liabeuf à l'EA Guingamp, et signe au Stade brestois pour deux saisons.
Il joue ensuite au niveau amateur à l'AS Vitré et à La Vitréenne.

### Reconversion
De 2012 à 2018 il est entraîneur-joueur puis joueur du Stade Saint Aubinais, l'équipe de football de Saint-Aubin-du-Cormier, en Ille-et-Vilaine. En deux saisons il monte en PH puis en DRH. Il est l'organisateur de la Breizh Cup, un tournoi de jeunes destiné aux meilleures équipes de la région. En 2019 il est nommé coordinateur technique du Stade Saint Aubinais.
En parallèle il dirige un commerce d'articles de sport et est coach sportif.

## Statistiques
- 197 matchs (12 buts) en L2
- 52 matchs (10 buts) en National
- 13 matchs (3 buts) en CFA